# 佐竹義寘
佐竹 義寘（さたけ よしおき）は、江戸時代前期の久保田藩士。佐竹式部少輔家の初代。

## 生涯
寛永10年（1633年）、出羽国久保田藩2代藩主・佐竹義隆の長男として誕生した。生母は側室の多羅尾氏。
庶子のために長男ながら嫡子になれず、本家を継ぐことはできなかった。一時期、佐竹家中の蘆名氏の旧臣から蘆名家を再興するための人物として候補に挙げられていた。慶安2年（1649年）6月20日、江戸幕府3代将軍・徳川家光に拝謁する。承応3年（1654年）12月28日、従五位下式部少輔に叙任される。
寛文5年（1665年）9月21日、死去した。享年33。後に長男の義都は、久保田新田藩を立藩した。
子孫は義寘の官位から式部少輔家と称された。